# Pantana
Pantana is een geslacht van vlinders van de familie spinneruilen (Erebidae).

## Soorten
- P. adara Moore, 1859
- P. albifascia Walker, 1865
- P. albipes Matsumura, 1921
- P. azona Collenette, 1960
- P. baswana Moore, 1859
- P. delineata Walker, 1855
- P. droa Swinhoe, 1906
- P. eurygania Druce, 1899
- P. flavivenosa Candèze, 1927
- P. hitamputeh Collenette, 1938
- P. interjecta Swinhoe, 1891
- P. leucogramma Felder, 1874
- P. limbifera Strand, 1911
- P. lithosioides Walker, 1862
- P. luisa (Pagenstecher, 1885)
- P. luteiceps Swinhoe, 1896
- P. luzonensis Semper, 1898
- P. lymantrioides Felder, 1861
- P. macrotera Collenette, 1935

- P. melantera Collenette, 1932
- P. mindanensis Semper, 1898
- P. neurabrunnea Bethune-Baker, 1911
- P. nigrolimbata Leech, 1899
- P. phyllostachysae Chao, 1977
- P. pluto Leech, 1890
- P. seriatopunctata Matsumura, 1921
- P. simplex Leech, 1899
- P. sinica Moore, 1877
- P. terminata Walker, 1865
- P. visaya Semper, 1898
- P. visum Hübner, 1825